# Stockhorn Arena
Stockhorn Arena – stadion piłkarski w Thunie, w Szwajcarii. Może pomieścić 9500 widzów. Trybuny zbudowane są na planie prostokąta i pokryte zadaszeniem. Arena wyposażona jest m.in. w dwa telebimy oraz sztuczne oświetlenie. Swoje spotkania na stadionie rozgrywa drużyna FC Thun, która przed jego ukończeniem grała na Lachen Stadion. Budowa obiektu rozpoczęła się w marcu 2010 roku i zakończyła na początku lipca 2011 roku. Inauguracyjne spotkanie pomiędzy zespołem gospodarzy a drużyną 1. FC Köln rozegrano 9 lipca 2011 roku (mecz zakończył się remisem 2:2).